# Пеннаросса
«Пеннаросса» — сан-маринский футбольный клуб, представляющий город Кьесануова. Выступает в чемпионате Сан-Марино по футболу, в группе Б. Клуб основан в 1968 году, и как и большинство других сан-маринских клубов, не имеет собственного стадиона. «Пеннаросса» является чемпионом Сан-Марино и двукратным обладателем кубка Сан-Марино.

## Достижения
- Чемпион Сан-Марино (1): 2004.
- Обладатель Кубка Сан-Марино (2): 2004, 2005.
- Обладатель Суперкубка Сан-Марино (1): 2003.

## Выступления в еврокубках
| Сезон   | Турнир     | Раунд |                           | Клуб       | Счёт     |
| ------- | ---------- | ----- | ------------------------- | ---------- | -------- |
| 2004-05 | Кубок УЕФА | 1Q    | Флаг Боснии и Герцеговины | Железничар | 1:5, 0:4 |

- 1Q — первый квалификационный раунд.